# 紅軍長征紀念碑碑園
紅軍長征紀念碑碑園位於四川省松潘縣元壩鄉，文物遺址年代判定為1990年。1991年4月16日公佈為四川省第三批文物保護單位。